# يو إس إيه بالعربي
USAbilAraby (الولايات المتحدة باللغة العربية) هو الاسم المستخدم من قبل مكتب التواصل الإعلامي التابع لوزارة الخارجية الأمريكية لحسابه على تويتر وقناته على يوتيوب وكما يدل العنوان تبث الخارجية الأمريكية رسائلها للعالم العربي باللغة العربية. رغم أن العنوان السابق مدون بالحروف اللاتينية على الموقعين إلا أن الرسائل تطبع على تويتر بالفصحى بالحروف العربية والمسموعة بالعربية الفصيحة الرسمية على يوتيوب. ولقد ظهرت الرسالة الأولى على تويتر في 9 فبراير 2011 في حين أن 4 مايو 2011 كان آذانا ببدء البث على قناه يوتيوب.

## التاريخ
جاء ميلاد حساب USAbilAraby على تويتر 9 فبراير 2011 والمنشور تضمن التويت (البيان) الأول وكانت النشرة قراء تويتر:
تعترف وزارة الخارجية الأمريكية بالدور التاريخية الذي يلعبه الإعلام الاجتماعي في العالم العربي ونرغب أن نكون جزءاً من محادثاتكم Egypt #Jan25 #‏
وفي غضون ساعات من نشر هذا المقطع تابع 300 قراء الحساب وارتفع العدد إلى 6208 متابعين اعتبارا من 17 أبريل 2011 واندرجت تحت 194 قائمة.
وبدأت قناه USAbilAraby على يوتيوب بثها المرئي في 4 مايو 2011 وكان الفيديو الأول بعنوان "USG Official discusses death of former al Qa'ida leader Osama bin Laden" (المسؤول الحكومي الأمريكي يناقش وفاة أسامة بن لادن القائد السابق لتنظيم القاعدة).

## السياق السياسي

### مظاهرات الشرق الأوسط وشمال أفريقيا 2010 –– 2011
بدأ تفعيل ذلك الحساب على موقع تويتر طوال موجة المظاهرات التي بدأت اضمر فتيلها خلال العالم العربي في شر ديسمبر 2010 حين قام محمد البوعزيزي باشعال النار في نفسه في 17 من نفس الشهر في مدينة سيدي بوزيد بتونس. وأسفرت الثورة التونسية عن إسقاط نظام الرئيس السابق زين العابدين بن علي وطرده من البلاد. ويلاحظ استخدام عدد اثنين هاش تاج Jan25 #Egypt# ومقرونا بالأخبار عن الثورة المصرية التي بدأت في 25 يناير 2011 وكانت جاريا في ذلك الوقت. وفي وقت التويت الأول قامت مظاهرات هامة في كلا من اليمن والجزائر ثم تلتها العراق فالبحرين فليبيا فالكويت. ويومئذ (9 فبراير 2011) رفعت الحكومة السورية حظرها على التويتر والفيسبوك.

### وفاة أسامة بن لادن
نشرت قناة يوتيوب USAbilAraby فيديوها الأول بعد ثلاثة أيام من مقتل أسامة بن لادن على يد القوات الخاصة لسلاح البحرية الأمريكية في ابيت اباد بباكستان.

### وزارة الخارجية الأمريكية
USAbilAraby هو جزء لا يتجزأ من مشروع «فن الحكم في القرن الحادي العشرين» الذي تبناه وزيرة الخارجية هيلاري رودهام كلينتون ويهدف هذا المشروع إلى «تعزيز السياسية الخارجية التقليدية بأحدث الاختراعات والآليات المتطورة لفن الحكم التي تستخدم الشبكات والتكنولوجيا والديمغرافيات لعلمنا المتصل استخداما تماما.» وكذالك أطلق حساب USAdarFarsi (الولايات المتحدة باللغة الفارسية) بعد أربعة أيام من انطلاق USAbilAraby.

## التعقيب
حظى انطلاق USAbilAraby على تويتر بكثير من الانتباه في وسائل الأعلام الأمريكية عنه في وسائل الأعلام العربية. ومع أن موقع البغدادي تعزو ظهوره إلى إسقاط الأنظمة بتونس ومصر وتلقى الضوء على أهمية دور الشبكات الاجتماعية في تلك الأحداث وقيمة هذه القنوات من حيث نشر أخبار سريعة على نحو وسع. ولقد عد موقع راية نيوز أن هذا الحساب هو جزء لا يتجزأ من ظاهرة أكبر تقوم فيها وسائل الأعلام الغربي والمدونون الغربيون باوراد العرب بمعلومات ناطقة بالعربية.

## اللغة
قد ذكر أن تويتات USAbilAraby تدون باللغة الفصيحة وهذا مغاير لأشكال أخرى للعربي يستعملها بعض الناس على الشبكات الاجتماعية خاصة حيث تستعمل غالبا اللهجات وكثيرا مع يلجأوو إلى الطباعة بالحروف اللاتينية كلغة الدردشة/التشات المعروفة أحيانا بعربيزي أو Arabizi.

## روابط إضافية
- http://twitter.com/USAbilAraby
- http://www.youtube.com/user/USAbilAraby
- http://twitter.com/USAdarFarsi